# Frank Dikötter
Frank Dikötter (kinesiska: 馮客?, pinyin: Féng Kè), född 1961 i Stein i provinsen Limburg, är en nederländsk historiker och professor i humaniora vid University of Hong Kong samt tjänstledig professor i Kinas moderna historia vid School of Oriental and African studies vid University of London. Hans bok Mao och den stora svälten från 2010 har blivit utvald som årets bok i bland annat The Independent, Sunday Times, New Statesman och BBC History Magazine.